# Liste der denkmalgeschützten Objekte in Krems-Landersdorf
Die Liste der denkmalgeschützten Objekte in Krems-Landersdorf enthält die denkmalgeschützten unbeweglichen Objekte der Katastralgemeinde Landersdorf der Statutarstadt Krems an der Donau in Niederösterreich.

## Denkmäler
| Foto |                 | Denkmal | Standort                                               | Beschreibung | Metadaten |
| ---- | --------------- | --- | ------------------------------------------------------ | --- | --- |
| ja   | Datei hochladen | Kath. Pfarrkirche hl. Maria Königin des Weltalls, hl. Severin, hl. Theresia vom Kinde Jesu (Lerchenfeld/Landersdorf) HERIS-ID: 64822 Objekt-ID: 77582 | neben Landersdorfer Straße 31 Standort KG: Landersdorf | Die 1959 bis 1963 errichtete Pfarrkirche hl. Maria Königin des Weltalls (hl. Severin, hl. Theresia vom Kinde Jesu) hat einen rechteckigen Grundriss und einen eingezogene, kubischen, durchfensterten Chor. Ihre in Naturstein ausgeführte Fassade ist in der Mitte turmartig überhöht und übergiebelt. Die dreibogig geöffneten Vorhalle verfügt über vier, aus farbigem Stein gefertigte und mit „H.Bauch 1964“ bezeichnete Mosaike mit den Evangelistensymbolen. Dahinter liegt ein weiter Saalraum mit Balkendecke, der durch Nischen und Blendbögen gegliedert ist. Darin befindet sich unter anderem eine hallenartige, pfeilergestützte Orgelempore. Auf dem Mosaik an der Chorwand ist die hl. Maria als Königin des Weltalls dargestellt. Die Fenster der Kirche sind aus Buntglas angefertigt. | BDA-Hist.: Q30864479 Status: § 2a Stand der BDA-Liste: 2025-06-30 Name: Kath. Pfarrkirche hl. Maria Königin des Weltalls, hl. Severin, hl. Theresia vom Kinde Jesu (Lerchenfeld/Landersdorf) GstNr.: .100 Pfarrkirche Lerchenfeld |
| ja   | Datei hochladen | Wasserpumpwerk der Stadt Krems HERIS-ID: 50107 Objekt-ID: 54730                                                                                       | Wiener Straße 215 Standort KG: Landersdorf             | Das Brunnenfeld Landersdorf wurde 1898 errichtet, um die Trinkwasserversorgung der Stadt Krems zu gewährleisten. | BDA-Hist.: Q38038074 Status: § 2a Stand der BDA-Liste: 2025-06-30 Name: Wasserpumpwerk der Stadt Krems GstNr.: .26/1 |
| ja   | Datei hochladen | Kapelle HERIS-ID: 64803 Objekt-ID: 77563 | Landersdorfer Straße 63 Standort KG: Landersdorf       | Die Ortskapelle von Landersdorf wurde 1850/1851 errichtet. | BDA-Hist.: Q38108266 Status: § 2a Stand der BDA-Liste: 2025-06-30 Name: Kapelle GstNr.: .9/2 |
| ja   | Datei hochladen | Bildstock HERIS-ID: 64840 Objekt-ID: 77605 | gegenüber Weinzierl 116 Standort KG: Landersdorf       | Der barocke Tabernakelbildstock aus Sandstein ist etwa 4,5 Meter hoch und wird auf die Zeit um 1690 datiert. Er hat kein Bild und keine Inschrift. | BDA-Hist.: Q38108412 Status: § 2a Stand der BDA-Liste: 2025-06-30 Name: Bildstock GstNr.: 143/1 |